# Josef Faustino Perles y Campos
Josef Faustino Perles y Campos es el autor de la obra titulada Gramatica española, ò modo de entender, leier, y escrivir spañol publicada en 1689. Gracias a su única obra conocida, se han conocido algunos datos de su vida. En la portada se le asigna la abreviatura. R. D., equivalente a Reverendisimo Don, y la nacionalidad española. Por las interferencias lingüísticas en su producción escrita, se asume que es de origen Catalán